# Ceyhan (rijeka)
Ceyhan (prije pisan Seihun ili Jechun) je 509 km duga rijeka na jugu Turske. Izvire u Taurusu, protječe Çukurovom te se konačno nedaleko Adane ulijeva u Iskenderunski zaljev (Sredozemno more).
Antičko ime rijeke je Pyramos (grčki: Πύραμος), a bila je poznata i pod imenom Leucosyrus; tada se već ubrajala u velike rijeke Male Azije.

## Vanjske poveznice
|  | Zajednički poslužitelj ima još gradiva o temi Ceyhan |